# NGC 3723
NGC 3723 (również PGC 35604) – galaktyka eliptyczna (E-S0), znajdująca się w gwiazdozbiorze Pucharu. Odkrył ją Andrew Common w 1880 roku.